# Thomanerchor
Thomanerchor je světoznámý chlapecký sbor v evangelickém kostele sv. Tomáše (Thomaskirche) v Lipsku (Leipzig).  
Byl založen v roce 1212. Jeho členové (něm. Thomaner) jsou žáky Thomasschule zu Leipzig, gymnázia zaměřeného humanitně a hudebně, a jsou vychováváni v internátu Thomasalumnat, jemuž sami chlapci říkají Kasten. Vydávají i vlastní zpravodaj Kastenjournal. Škola ani sbor však nejsou přímo církevní, ale městská instituce. Sbor má asi 90 členů od 9 do 18 let.

## Přijetí a výchova
Před vlastním přijetím se od útlého věku připravují. Navštěvují speciální přípravu a již jako žáci základní školy procházejí náročnými přijímacími zkouškami. Pokud splňují i kritéria pro přijetí na gymnázium, mohou se stát členy sboru.
V internátu musí bydlet i místní chlapci. Do internátu bývají přijati již jako žáci posledních tříd národní školy, tedy ve věku kolem 9-10 let. V internátu mají jakousi částečnou samosprávu, jejíž základní jednotkou je pokoj (stube). Nejsou však ubytováni podle ročníků, ale ložnice obývají chlapci různého stáří. Je zde systém prefektů, starších žáků, kteří odpovídají za výchovu mladších. Dospělých profesionálních vychovatelů je jen 5. V internátu dostávají intenzivní a velice kvalitní hudební vzdělání (nejen pěvecké, ale učí se hrát i na různé hudební nástroje) od špičkových hudebních pedagogů, kteří jsou často i výkonnými umělci.
Ve škole mají nižší ročníky oddělené třídy od ostatních žáků – nečlenů sboru.

## Kantoři
Sbor vede Thomaskantor, který bývá význačnou hudební osobností v Lipsku. V dlouhé řadě tomášských kantorů byl nejznámější Johann Sebastian Bach (1685–1750), který sbor vedl v letech 1723 až 1750. Georg Christoph Biller (* 20. září 1955), který byl rovněž jako chlapec členem Thomanerchoru a později působil (a působí) jako pěvec, dirigent a vysokoškolský pedagog odstoupil z úřadu v lednu 2015 a na jeho místo nastoupil dočasně pěvec a dirigent Gotthold Schwarz. Gotthold Schwarz byl vybrán jako řádný kantor.
Od 11. září 2021 byl po výběrovém řízení jmenován kantorem švýcarský dirigent a sbormistr Andreas Reize. Stal se tak 18 kantorem u sv. Tomáše po J. S. Bachovi.

## Činnost
Sbor pravidelně vystupuje v rámci bohoslužeb. Pravidelné nastudovávání nových skladeb v průběhu liturgického roku ještě více upevňuje profesionalitu chlapců. Repertoár sboru je založen na interpretaci duchovních skladeb J. S. Bacha, ale je zde možné slyšet i díla jiných skladatelů, včetně moderních.
Nahrávky a koncertní turné jsou pro členy sboru doplňkovou činností stejně jako občasná vystoupení v dětských sólových operních rolích (Mozart, Britten) v místní opeře.
Členové sboru vystupují většinou v černých stejnokrojích – muži (tenor, bas) mají oblek s kravatou, chlapci (soprán, alt) nosí černý stejnokroj se stylizovaným námořnickým límcem (tzv. Kieler Bluse).
Diskografie sboru je obsáhlá.[ujasnit]